# 1945 – Frozen Front
1945 – Frozen Front (Originaltitel: Preboj) ist ein slowenischer Kriegsfilm des Regisseurs Dejan Babosek aus dem Jahr 2019. Die Premiere fand am 17. Oktober 2019 im Kino in Slowenien statt. In Deutschland erschien die DVD und Blu-Ray am 1. Oktober 2021.

## Handlung
Im März 1945 zog sich eine Gruppe von 500 Partisanen in einem strengen Winter auf ein Hochgebirgsplateau zurück. Sie wurden von einer SS-Division mit 12.000 Soldaten umzingelt. Nach einem fünfstündigen Kampf machten sie sich unter der Führung von Franc Sever-Franta auf den Weg in die Freiheit.
Die Geschichte der Schlacht auf der Menina planina basiert auf Frantas Erinnerungsbuch, die Erinnerungen des Kuriers Franc Bera, des Funktelegrafen Rudi Fajfer, der Codeoperatorin Valerija Skrinjar Trvz und des Maschinengewehrschützen Jože Strniša wurden ebenfalls einbezogen.

## Produktion
Der Film wurde von Dejan Babosek produziert.